# ARCHSECRET-Modell
Das ARCHSECRET-Modell ist ein kundenorientiertes, multiattributives Messverfahren für die Leistungsqualität von Non-Profit-Organisationen (kurz NPOs) im Dienstleistungssektor (tertiärer Sektor). Das Modell beruht auf der Auswertung von Studien zur Dienstleistungsqualitätserfassung im öffentlichen und wohlfahrtsnahen Bereich in Schottland.

## Basis des Modells

### Notwendigkeit des Modells
Der vermehrte Wettkampf um Geldmittel hat dazu geführt, dass Non-Profit-Organisationen sich dazu gezwungen sehen, ein stärker marketingorientiertes Management einzuführen. Dazu gehört auch ein zumeist zertifiziertes Qualitätsmanagementsystem. Dafür musste jedoch ein neues Modell zur Messung der Dienstleistungsqualität entwickelt werden. Dieses sollte extra auf die NPOs zugeschnitten werden. Universell verwendbare Messverfahren führten nämlich zu nicht aussagekräftigen Ergebnissen.
Es gab bereits länger Kritik an dem SERVQUAL-Modell, welches standardmäßig zur Messung der Dienstleistungsqualität eingesetzt wurde. Der größte Kritikpunkt war die mangelnde Flexibilität des Modells für die verschiedenen Einsatzgebiete. Es passt vor allem nicht für Non-Profit-Organisationen. Deshalb wurde speziell dafür ein neues Modell zur Messung der Dienstleistungsqualität entwickelt. Dieses neue Messverfahren sollte ein Mehr-Indikatoren-System zur Messung der Dienstleistungsqualität von NPOs werden. Es basiert auf dem SERVQUAL-Modell.

### Die Studie
Das ARCHSECRET-Modell beruht auf einer Studie von Liz Vaughan und Edward Shiu, die in Schottland zwischen 1995 und 2000 durchgeführt wurde. Beide Autoren waren Dozenten an der Glasgow Caledonian University.
Die Studie wurde in Einrichtungen, die Leistungen für Menschen mit Behinderung anbieten, durchgeführt. Die Angebote für Menschen mit Behinderungen umfassen eine große Bandbreite an unterschiedlichen Leistungen. Diese Leistungen liegen auf verschiedenen Niveaus der Maslowschen Bedürfnishierarchie, da es für Menschen mit Behinderungen unterschiedlich viel Hilfe angeboten werden muss. Deshalb führten die Ergebnisse der Studie zu einer größeren Gültigkeit.
In der ersten Phase wurde eine qualitative Studie durchgeführt, in der 7 Gruppen zur Dienstleistungsqualität von Pflegeeinrichtungen befragt wurden. Die 7 Gruppen bestanden aus leistungsempfangenden Menschen mit Behinderung, Erziehungsberechtigten und freiwilligen Pflegehelfern.
In der ersten Gruppe befanden sich stationäre Patienten aus dem Raum Perth. In der zweiten Gruppe befanden sich Patienten, die in einer Tageseinrichtung im Bereich Edinburgh untergebracht waren. In der dritten Gruppe waren Personen, die Beschäftigungshilfen im Raum Glasgow in Anspruch nahmen. Die vierte Gruppe bestand aus Erziehungsberechtigte von Kindern unter 16 Jahren, die zur Schule gingen, aus der Umgebung von Edinburgh. Die fünfte Gruppe bestand aus Erziehungsberechtigten von hilfeleistungsempfangenden Kindern unter 16 Jahren aus dem Raum Edinburgh. Die letzten beiden Gruppen waren freiwillige Pflegehelfer aus Glasgow bzw. Edinburgh. Aus den Antworten der verschiedenen Gruppen wurden 40 Aussagen ermittelt. 21 dieser Aussagen konnten dann in Relation mit 6 von 10 Dimensionen des SERVQUAL-Modells gebracht werden. Die restlichen 19 Aussagen wurden zu 6 sektorspezifischen neuen Dimensionen zusammengefasst.
Die 6 Dimensionen des SERVQUAL-Modells umfassen Tangibles (tangibles Umfeld), Reliability (Zuverlässigkeit), Responsiveness (Reaktionsfähigkeit), Competence, Security (Sicherheit) und Communication. Die 6 neu gefundenen Dimensionen lauten Humanness (Menschlichkeit), Service provision level (Dienstleistungslevel), Exchange bargaining, Enabling/Empowerment (Ermächtigung), Access (Zugänglichkeit) und Equity (Gerechtigkeit).
In der zweiten Phase folgte die statistische Auswertung. Aus den 40 Aussagen wurden nun die sektorspezifischen Dimensionen gebildet, indem mittels der Statistiksoftware SPSS stochastische Abhängigkeiten überprüft wurden. Die 40 Aussagen wurden auf verschiedene Merkmale untersucht und so die Abhängigkeit mancher Aussagen festgestellt. Dadurch entstanden aus den 40 Aussagen 27 Bestandteile der Dienstleistungsqualitätsmessung. Diese 27 Bestandteile nennt man Indikatoren. Durch die Zusammenfassung gingen nur 1 % der Informationen verloren, weshalb dies durchgeführt wurde.
Die Dimensionen erhielt man durch Zusammenfassen von gleichartigen Aussagen. Um die Verwandtschaft von Aussagen herauszufinden, wurde die Korrelation der Indikatoren berechnet. Es gibt zwei unterschiedliche Verfahren, um auf wechselseitige Beziehungen von Aussagen zu testen, zum einen wird untersucht, ob paarweise Korrelationen auftreten, und zum anderen die Wechselseitigkeit von Gruppen. Dabei teste man ab, ob mehreren Aussagen übereinstimmen. Mit diesen beiden Methoden konnten 6 Paare von je zwei Aussagen und vier Gruppen von mehr als zwei Aussagen gebildet werden. Dieses statistische Testverfahren führte zu den 10 ARCHSECRET-Dimensionen mit den entsprechenden Indikatoren. Der Übereinstimmungsgehalt mancher Aussagen war so groß, dass für diese Dimensionen letztendlich ein Indikator genügt.

## Das Modell

### Zuordnung zur Messverfahrensgruppe
Das ARCHSECRET-Modell gehört zu den kundenorientierten, subjektiven, merkmalsorientierten und multiattributiven Messverfahren.
Bei subjektiven Messverfahren steht die Qualitätswahrnehmung einzelner Kunden im Vordergrund im Gegensatz zum objektiven Messverfahren, bei dem die Indikatoren „objektiviert“ werden.
Es gibt jedoch innerhalb der subjektiven Erhebung unterschiedliche Ansätze, wie man bei der Qualitätsmessung vorgehen kann. Man unterscheidet hier den merkmalsorientierten, ereignisorientierten oder problemorientierten Ansatz. Beim ARCHESECRET-Modell verwendet man den merkmalsorientierten Ansatz. Hierbei setzt sich die Gesamtbeurteilung aus der Bewertung mehrerer untergeordneter Kriterien zusammen. Die Beurteilung erfolgt meist über Kundenfragebögen, welche nach dem multiattributiven Verfahren erstellt wurden. Dabei werden mehrere Qualitätsmerkmale bewertet und diese dann aufsummiert, um zu einer vollständigen Qualitätsmessung zu kommen. Das ARCHSECRET-Modell verwendet hierbei eine Mischung aus einstellungsorientierten und zufriedenheitsorientierten Fragen.

### Die 10 Dimensionen
Die 10 Dimensionen bilden als Akronym, den Namen des Modells.
A steht für die Dimension Access (Zugänglichkeit). Gemeint ist damit die Bereitschaft der Non-Profit-Organisation, allen Individuen, die auf ihre Leistung angewiesen sind, den Zugang zu ihrer Dienstleistung zu ermöglichen. Um die Dienstleistung empfangen zu dürfen, darf die NPO Bedingungen festlegen. Diese Bedingungen müssen jedoch in angemessenem Rahmen gehalten werden.
R bezeichnet die Dimension Responsiveness (Reaktionsfähigkeit). Gemeint ist hier, dass die Non-Profit-Organisation ihre Dienstleistung sofort und pünktlich erbringt, aber auch, dass die NPO flexibel auf Kundenwünsche reagiert.
C steht für Communication (Kommunikation). Gemeint ist damit, Kundengespräche verständlich und höflich zu führen, und zudem die Bereitschaft, sich Kundenmeinungen anzuhören.
H bezeichnet die Dimension Humanness (Menschlichkeit). Hiermit ist gemeint, dass Privatsphäre, Ängste und Sorgen des Leistungsempfängers respektiert werden.
S steht für Security (Sicherheit). Hier geht es darum, dem Leistungsempfänger Sicherheit und Geborgenheit anzubieten.
E bezeichnet die Dimension Enabling bzw. Empowerment (Ermächtigung). Es geht hier darum, den Leistungsempfänger individuell zu fördern, vor allem durch ein auf ihn persönlich zugeschnittenes Umfeld innerhalb der Non-Profit-Organisation, wodurch der Empfänger gezielt unterstützt, weitergebildet oder trainiert wird.
C steht für Competence (Leistungskompetenz). Gemeint ist hier das Angebot eines auf den Empfänger zugeschnittenen Leistungsangebots.
R bezeichnet die Dimension Reliability (Zuverlässigkeit). Es geht dabei um die konstante Aufrechterhaltung der vereinbarten Standards der Leistung. Die Zuverlässigkeit wird stark vom Handeln der Mitarbeiter beeinflusst. Ihr Auftreten und Handeln entscheidet über die Zuverlässigkeit der Leistung.
E steht für Equity (Gerechtigkeit). Bei dieser Dimension geht es um die Fähigkeit der NPO, Leistungen für Gruppen und Individuen auf faire und gerechte Weise zu erbringen.
T steht für Tangibles (tangibles Umfeld). Dieser Begriff fasst alle physischen Leistungsbestandteile zusammen, die benötigt werden, um die Dienstleistung zu erbringen. Beispielsweise gehören Gebäude, Geräte und Innenausstattung zum tangiblen Umfeld.

### Die 27 Indikatoren
Der Dimension Access werden 3 Indikatoren zugeordnet:
1. Die Bereitschaft, die Bedingungen zum Erhalt der Leistung mit Anspruchsberechtigten zu verhandeln.
2. Sicherstellung, dass Räume, Personal, Ausstattung, Kommunikationsmittel und die Dienstleistung selbst zugänglich sind.
3. Es werden Informationen über die mögliche finanzielle Unterstützung bereitgestellt; zudem berät die Non-Profit-Organisation den Leistungsempfänger entsprechend.[3]

Zur Dimension Responsiveness gehören die folgenden 4 Indikatoren:
1. Die Leistungsempfänger erhalten die Dienstleistung prompt und zeitnah.
2. Die Reaktion auf Kundenbeschwerden führt zur Weiterentwicklung der Dienstleistung.
3. Die NPO setzt sich für die Rechte der Leistungsempfänger ein und kämpft, wenn nötig, für diese.
4. Die Dienstleistungen können flexibel angeboten werden, d. h. eine individuelle Anpassung an die Bedürfnisse des Leistungsempfängers ist möglich.[3]

Zu Communication gehören ebenfalls 4 Indikatoren:
1. In der Betreuung der Kunden tritt die Non-Profit-Organisation stets höflich und zuvorkommend auf.
2. Die NPO hört sich individuelle Kundenstandpunkte an.
3. Die Gespräche mit Kunden sind auf sprachlichem Niveau so gestaltet, dass der Kunde das Gespräch versteht.
4. Der Leistungsempfänger erhält vollständige und korrekte Informationen, diese werden ihm zeitnah zur Verfügung gestellt.[3]

Der Dimension Humanness werden die folgenden 4 Indikatoren zugeordnet:
1. Die Kunden erhalten Sicherheit im Umgang mit ihren Ängsten, Sorgen und Bedenken.
2. Die Mitarbeiter sind stets einfühlsam und berücksichtigen die individuellen Bedürfnisse der Kunden.
3. Vertrauliche Informationen und Gefühle der Leistungsempfänger werden respektiert und unterliegen der Schweigepflicht.
4. Die Privatsphäre der Kunden wird stets respektiert.[3]

Zur Dimension Security gehören 2 Indikatoren:
1. Die Kundenbetreuung ist so gestaltet, dass den Kunden Sicherheit und Geborgenheit vermittelt wird.
2. Die Kundendaten werden korrekt und sicher erfasst.[3]

Der Dimension Enabling/Empowerment gehören 2 Indikatoren an:
1. Das Umfeld ist durch die Non-Profit-Organisation so zu gestaltet, dass sich die Leistungsempfänger eigenverantwortlich entwickeln können.
2. Spezifische Gelegenheiten werden geschaffen und Unterstützung wird angeboten, sodass diese den Kunden helfen, ihre individuellen Ziele zu erreichen.[3]

Zur Dimension Competence gehören 3 Indikatoren:
1. Das geforderte Dienstleistungsniveau wird konstant gehalten zu klar definierten Nutzungsbedingungen erbracht.
2. Die NPO beschäftigt die erforderliche Anzahl entsprechend ausgebildeter bzw. geschulter Mitarbeiter, um die Dienstleistung auf zugesagtem Leistungsstand zu erbringen.
3. Die Non-Profit-Organisation bietet die gesamte Bandbreite an Dienstleistungen an, um auf individuelle Kundenwünsche eingehen zu können.[3]

Zur Dimension Reliability gehören 3 Indikatoren:
1. Die NPO erbringt die zugesagte Dienstleistung vollumfänglich.
2. Auf die termingerechte Erbringung der Dienstleistung kann sich der Leistungsempfänger verlassen. Der Zeitverlauf der Leistungserbringung (Patientensicht) ist immer gleich.
3. Das Verhalten und Auftreten der NPO-Mitarbeiter vermittelt dem Kunden ein Gefühl des Vertrauens und der Verlässlichkeit.[3]

Die Dimension Equity lässt sich mit einem Indikator beschreiben:
1. Die Dienstleistung wird für alle Gruppen und Individuen gerecht und auf faire Art und Weise erbracht.[3]

Zur Dimension Tangibles gehört der folgende Indikator:
1. Dem Kunden steht ein vollständiges Angebot an zeitgemäßer Ausstattung zur Verfügung.[3]

## Messverfahren/Art der Messung
Die Empfänger der Dienstleistung bekommen einen Fragebogen, in dem die Dimensionen und Indikatoren aufgelistet sind. Dabei bewerten sie anhand zweier Skalen ihre Erwartungen („Expectation Scale“) und den Erfüllungsgrad („Perception Scale“) der einzelnen Indikatoren. Beide Skalen gehen von 1 bis 7, wobei 1 für „lehne ich vollkommen ab“ steht und 7 für „stimme ich vollkommen zu“.
Aus der Differenz der beiden Skalen kann man dann die Dienstleistungsqualität bestimmen. Die Differenz der Werte liegt immer zwischen −6 und +6. Es gilt: Je höher der Wert, desto besser die Dienstleistungsqualität. Die Einzelwerte der Indikatoren werden zu einem Indexwert zusammengefasst, der als Erfolgsmaß dient.

## Kritik am ARCHSECRET-Modell
Es gibt verschiedene Kritikpunkte zur Art der Messung. Es kann zu Fehlinterpretationen kommen, aufgrund der Differenzbildung von erwarteter und erfüllter Dienstleistungsqualität. Man kann aufgrund der Differenzbildung keine Rückschlüsse ziehen auf die Bedeutung des Indikators für den Kunden. Die Messung der Dienstleistungsqualität ist damit nicht eindeutig.
Außerdem wird von den Befragten kein „So sollte es sein“-Erwartung abgefragt, weshalb man keine genauen Ansatzpunkte hat, was man verbessern könnte, d. h. die Steuerbarkeit ist nicht gewährleistet.
Jedoch ist zu erwähnen, dass das ARCHSECRET-Modell eine sehr gute Messmethode für die Dienstleistungsqualität von NPOs im Sozialfürsorgesegment ist, da das Modell anhand einer Studie in diesem Bereich entwickelt wurde. Daraus ergibt sich, dass die neu entwickelten Dimensionen zwar sektorspezifisch sind, jedoch schon zu speziell, um das Modell universell für alle Non-Profit-Organisations einzusetzen. Zudem erhält man durch die aus dem SERVQUAL-Modell übernommenen Dimensionen keine neuen Informationen.
Trotz aller Kritik ist das Modell aufgrund der praxisbezogenen Studie sehr aussagekräftig, und somit eine gute Entscheidungshilfe für die Verantwortlichen von Non-Profit-Organisationen im Sozialfürsorgebereich.

## Vergleich ARCHSECRET-Modell – SERVQUAL-Modell
Da das ARCHSECRET-Modell als Grundlage das SERVQUAL-Modell nutzt, sind sie sich ähnlich in der Messmethode und der Auswertung der Messung. Im Folgenden soll nun dargestellt werden, wodurch sich das ARCHSECRET-Modell vom SERVQUAL-Modell abhebt.
Das SERVQUAL-Modell steht häufig in der Kritik, weil es trotz der empirischen Fundierung zu unspezifisch ist, um auf alle Sektoren angewendet werden zu können. Zu den Dimensionen des ARCHSECRET-Modells gehören zwar einige SERVQUAL-orientierte Dimensionen, wie Tangibles, Reliability, Responsiveness, Competence, Security und Communication. Aber das ARCHSECRET-Modell ist um die 4 Non-Profit-spezifischen Dimensionen erweitert und damit auf diesen Sektor zugeschnitten. Zu diesen Dimensionen gehören Humanness, Enabling/Empowerment, Access und Equity. Diese Erweiterung um sektorspezifische Dimensionen, macht das ARCHSECRET-Modell dem SERVQUAL-Modell überlegen. Für Non-Profit-Organisations ist das ARCHSECRET-Modell die am häufigsten angewendete Methode, um ihre Dienstleistungsqualität zu ermitteln.